# Paulipalpus flavipes
Paulipalpus flavipes là một loài ruồi trong họ Tachinidae.